# Stefano Menicacci
Stefano Menicacci (Foligno, 4 ottobre 1931 – Roma, 4 dicembre 2023) è stato un politico e avvocato italiano.

## Biografia
Avvocato, esponente del Movimento Sociale Italiano, fu eletto deputato alla Camera nel 1968 nella circoscrizione Perugia-Terni-Rieti. Rieletto nel 1972 e nel 1976, nel dicembre di quest'ultimo anno aderì al nuovo partito Costituente di Destra - Democrazia Nazionale.
La sua esperienza parlamentare terminò nel 1979, insieme al partito che voleva rappresentare. Nella sua attività alla Camera, Menicacci fu componente di sei commissioni, una commissione speciale, la giunta provvisoria delle elezioni e la giunta permanente delle elezioni; tra le sue interrogazioni, fu particolare quella del 5 luglio 1968 con cui per primo chiese spiegazioni in merito al fenomeno dell'Isola delle Rose.
Dopo la politica si dedicò all'attività di penalista. Fu difensore, tra gli altri, dell'eversore neofascista Stefano Delle Chiaie e del politico federalista Franco Rocchetta. Con Delle Chiaie, di cui diventò socio in affari, nel 1991 contribuì alla fondazione della Lega Nazional Popolare, riconosciuto a posteriori come il primo tentativo d'introdurre anche nel centro-meridione le istanze secessioniste della Liga Veneta.

## Procedimenti giudiziari
Nel 1998 fu tra gli indagati della procura di Palermo nell'inchiesta "Sistemi Criminali", inerente un presunto tentativo di colpo di stato ad opera di cosa nostra, massoneria deviata, frange dello Stato ed eversione nera: nel 2001 il pubblico ministero Roberto Scarpinato ne chiese l'archiviazione insieme ad altre dodici persone, tra cui Delle Chiaie, Licio Gelli, Giuseppe Mandalari e i fratelli Graviano.
Nel luglio 2023, ormai 91enne, venne posto agli arresti domiciliari dalla procura di Caltanissetta in merito a un presunto progetto circa un organismo illegale, di stampo fascista, volto a indirizzare le attività della magistratura.